# Gigant (Jaworzno)
Osiedle Gigant w Jaworznie – osiedle mieszkaniowe położone w dzielnicy Niedzieliska.

## Historia
Budowę osiedla "Gigant" rozpoczęto w 1984 r., pierwsze zasiedlenia wykonano w końcu 1986 r. Po przemianach ekonomicznych w kraju budowę gwałtownie wyhamowano, a 31 marca 1992 r. ostatecznie zakończono oddawanie mieszkań. Powstały zasoby w ilości 1 070 mieszkań oraz 50 lokali użytkowych, tworzące zwarte osiedle o pow. ok. 10 ha zlokalizowane poza centrum miasta, w odległości ok. 8 km na północ od skrzyżowania autostrady A4 Kraków-Katowice ze Wschodnią Obwodnicą GOP.
Przed budową na terenie dzisiejszego osiedla Gigant znajdowały się tereny bagienne oraz pola. Pozostałością po wyrównywaniu terenu pod osiedle są wały, porośnięte gęstą roślinnością.